# Gruzijski plesi
Gruzijski ples (gruzijsko ქართული ცეკვა) je tradicionalni ples Gruzije. Svoje korenine ima v vojaških gibih, športnih igrah in plesih, ki so jih praznovali med prazniki v srednjem veku.
Gruzijski ples sta popularizirala Iliko Suhišvili in njegova žena Nino Ramišvili, ustanovitelja gruzijskega nacionalnega baleta.
Dva ljudska plesa, perhuli in horumi, sta vpisana na seznam nesnovne kulturne dediščine Gruzije.

## Vrste gruzijskih plesov

### Kartuli (ქართული)
Kartuli je romantičen/poročni ples. Izvaja ga plesni par. Med plesom se moški ne sme dotikati ženske in se mora držati določene razdalje od partnerke. Moški zgornji del telesa je ves čas negiben. Kaže, da morajo moški tudi v ljubezni nadzorovati svoja čustva. Moški usmerja pogled na svojo partnerko, kot da bi bila edina ženska na celem svetu. Ženska je ves čas spuščena in drsi po grobih tleh kot labod po gladki površini jezera. Bilo je le nekaj odličnih izvajalcev kartulija, med njimi Nino Ramišvili, Iliko Sukhišvili, Iamze Dolaberidze in Pridon Sulaberidze.

### Horumi (ხორუმი)
Ta bojni ples izvira iz Gurije / Adžarija v jugozahodni Gruziji, in je nastal na podlagi številnih invazij na državo. Prvotno je ples izvajalo le nekaj moških. Vendar je sčasoma narasel. V današnji različici Horumi lahko sodeluje 30-40 plesalcev, če je število liho. Ples ima štiri dele: iskanje kampa, izvidnica sovražnikovega tabora, boj ter zmaga in njeno proslavljanje. To so močni in preprosti, a izraziti gibi in natančnost linij ustvarjajo občutek strahospoštovanja na odru. Ples vključuje teme iskalne vojne in praznovanja zmage ter poguma in slave gruzijskih vojakov. Horumi tradicionalno spremljajo inštrumenti in ga ne spremlja ploskanje. Boben (doli) in gajda (čiboni) sta dva ključna instrumenta, ki spremljata Horumi. Še en edinstven element horumija je, da ima poseben ritem, ki temelji na petih utripih (3+2).

### Adžaruli (აჭარული)
Adžaruli izvira tudi iz Adžarije, od koder je dobil ime. Adžaruli se od drugih plesov loči po barvitih kostumih in igrivem razpoloženju, ki ga na odru ustvarjajo preprosti, a določni gibi tako moških kot žensk. Za ples je značilno graciozno, mehko in igrivo spogledovanje med moškimi in ženskami. Za razliko od Kartulija je odnos med moškimi in ženskami v tem plesu bolj neformalen in lahkoten.

### Parca (ფარცა)
Parca izvira iz Gurije in je značilen po hitrem tempu, ritmu, prazničnem razpoloženju in barvitosti. Parca publiko očara ne le s hitrostjo in gracioznostjo, ampak tudi z "živimi stolpi".

### Kazbeguri (ყაზბეგური)
Kazbeguri izvira iz občine Kazbegi v Kavkazu v Gruziji. Ples je bil ustvarjen tako, da prikazuje razmeroma mrzlo in grobo vzdušje gora, prikazano skozi živahnost in strogost gibov ter topotanja z nogami. Ta ples izvajajo predvsem moški. Kostumi so dolga črna srajca, črne hlače, par črnih škornjev in črna pokrivala. Glasbeni inštrumenti vključujejo gajde, panduri, čangi in bobne.

### Kanjluri (ხანჯლური)
Kandžluri temelji na zamisli o konkurenci. Kandžluri je eden od teh plesov. V tem plesu pastirji, oblečeni v rdeče čohe (tradicionalna moška oblačila – čerkeški volneni plašč), tekmujejo med seboj v uporabi bodal in izvajanju zapletenih gibov. En izvajalec zamenja drugega, pogum in spretnost pa kar preplavita na odru. Ker Kandžluri vključuje bodala in nože, zahteva ogromno spretnosti in prakse izvajalcev.

### Kevsuruli (ხევსურული)
Ta gorski ples združuje ljubezen, pogum, spoštovanje žensk, trdnost, tekmovalnost, spretnost, lepoto in barvitost v eno predstavo. Ples se začne s spogledujočim se parom. Nepričakovano se pojavi še en mladenič, ki prav tako išče roko ženske. Sledi močan spopad med moškima in njunima podpornikoma. Prepir začasno ustavi ženska tančica. Tradicionalno, ko ženska vrže tančico med dva moška, se vsa nesoglasja in prepiri ustavijo. Toda takoj, ko ženska zapusti prizorišče, se spopadi nadaljujejo. Mladi možje z obeh strani napadajo drug drugega z meči in ščiti. V nekaterih primerih se mora en človek boriti proti trem napadalcem. Na koncu pride ženska (ali ženske) in še enkrat ustavi boj s svojo tančico. Vendar je finale plesa "odprt" - kar pomeni, da občinstvo ne pozna izida boja. Kevsuruli je zelo tehničen in zahteva intenzivno vadbo in največjo spretnost, da lahko izvede ples, ne da bi koga poškodoval.

### Mtiuluri (მთიულური)
Mtiuluri je tudi gorski ples. Podobno kot kevsuruli tudi mtiuluri temelji na konkurenci. Vendar je v tem plesu tekmovanje predvsem med dvema skupinama mladeničev in je praznik spretnosti in umetnosti. Sprva skupine tekmujejo v izvajanju zapletenih gibov. Nato pa dekliški ples, ki mu sledi individualna plesalka izvedba neverjetnih "trikov" na kolenih in prstih. Na koncu vsi zaplešejo lep finale. Ta ples spominja na festival v gorah.

### Simd in konga
Osetski ljudski plesi. Kostumi v obeh plesih se odlikujejo z dolgimi rokavi. Pokrivala tako pri ženskah kot pri moških so izjemno visoka. Vendar pa v konga ali vabilni ples (osetski poročni ples) moški plešejo na demi-pointe, v celoti na nogah. Konga izvaja nekaj plesalcev in je značilna gracioznost in mehkoba gibov. Simd plešejo številni pari. Simdova lepota je v strogem grafičnem obrisu plesa, kontrastu med črno-belimi kostumi, mehkobi gibov in strogosti linijskih formacij.

### Kintouri (კინტოური) in šalako
Kintouri prikazuje mestno življenje v starem Tbilisiju. Ples je dobil ime po "Kintos", ki so bili majhni trgovci v Tbilisiju. Nosili so črne obleke z širokimi hlačami in običajno nosili svoje blago na glavi po mestu. Ko je stranka izbrala blago, je kinto vzel svileni šal, ki je visel na njegovem srebrnem pasu in vanj zavil sadje in zelenjavo, da bi ga stehtal. Kintosi so bili znani po tem, da so bili zvit, hitri in neformalni. Takšne značilnosti kintov so dobro prikazane v kintouriju. Ples je lahkoten.

### Samaia (სამაია)
Samaia izvajajo 3 ženske in je prvotno veljal za poganski ples. Vendar pa je današnja Samaia predstavitev Tamare Gruzijske, ki je vladala v 12.-13. stoletju in je bila prva cesarica Gruzije. Obstajajo le 4 freske, ki ohranjajo zelo cenjeno podobo cesarice Tamare. Simon Virsaladze je na teh freskah zasnoval kostume Samaje po cesaričinih oblačilih. Poleg tega ideja trojstva v plesu predstavlja Tamaro kot mlado princeso, modro mater in močno cesarico. Vse te tri podobe so združene v eno harmonično sliko. Preprosti, a mehki in graciozni gibi ustvarjajo vzdušje lepote, slave in moči, ki je obkrožala cesaričino vladanje.

### Jeirani (ჯეირანი)
Beseda jeirani pomeni gazela. Ta ples pripoveduje zgodbo o lovu. Koreografiral ga je Nino Ramišvili za Gruzijski nacionalni balet. Ples vključuje klasične baletne gibe in sceno lova.

### Karačokeli (ყარაჩოხელი)
Karačokeli so bili navadni gruzijski obrtniki. Običajno so nosili črno čoho (tradicionalna moška oblačila). Znani so bili po trdem delu in brezskrbnem življenju, pa tudi po ljubezni do gruzijskega vina in lepih žensk, vse to pa je dobro zastopano v plesu.

### Davluri (დავლური)
Davluri je tudi mestni ples, vendar za razliko od kintouri in karačokeli upodablja mestno aristokracijo. Ples je podoben kartuliju. Vendar pa so gibanja v davluriju manj zapletena in odnos moški/ženska je manj formalen. Ples izvajajo številni pari in z glasbo in pisanimi kostumi narišejo sliko aristokratske pogostitve na odru.

### Mhedruli
Beseda Mhedari pomeni konjenik. Ples se začne v divjem tempu, postaja vse bolj silovit. Noge konjenika posnemajo hitre gibe konja, gibi telesa in rok pa poosebljajo boj s sovražnikom.

### Parikaoba
Bojevniški ples iz Kevsuretija na severovzhodu Gruzije. Vstopi dekle, ki išče svojega ljubljenega. Zdi se, da naleti le na druge in sproži energično bitko z mečem in ščitom. Ko dekle vrže dol svoje pokrivalo, se morajo moški po tradiciji ustaviti, da bi kmalu zatem obnovili boj.

## Galerija
- Svanuri
- Ačaruli
- Ačaruli
- Mtiuluri